# Ferrari America
Ferrari America / Superamerica / Superfast / California - це кілька серій пов'язаних між собою дорогих спортивних автомобілів класу люкс італійської фірми Ferrari, що випускалися в 1950-1960-х роках. Всі автомобілі мали встановлений спереду V-подібний дванадцятициліндровий двигун і привід на задні колеса.

## Опис
Створена на базі гоночного автомобіля модель 340 America була представлена в кінці 1950 року. З 23 виготовлених автомобілів з відкритими і закритими кузовами різних виробників тільки вісім були чисто цивільними моделями, призначеними для руху по дорогах загального користування. Автомобіль 342 America був краще пристосований для звичайної експлуатації: він мав більш гнучкий двигун, нову коробку передач і краще налаштоване управління. У другій половині 1952 року ця модель прийшла на зміну автомобілю 340 America, до кінця року було виготовлено всього шість екземплярів.
Спадкоємиця автомобіля 342 America, модель 375 America побачила світ в 1953 році і була націлена на той же сегмент ринку заможних покупців. Видатна механіка і елегантний кузов робили цей автомобіль дуже дорогим, всього було виготовлено 11 екземплярів моделі.
У 1956-1959 роках у вигляді трьох дуже обмежених серій був випущений автомобіль неперевершених розмірів 410 Superamerica. Цікаво, що задуманий як серійна модель, він, в кінцевому підсумку, породив всього лише ряд оригінальних версій. З 33-х виготовлених автомобілів з кузовами самих різних виробників, деякі були дуже дивними екземплярами, що ніколи раніше не створювалися на шасі Ferrari.
Автомобіль 400 Superamerica з новим двигуном великої потужності і розкішним інтер'єром був флагманською моделлю Ferrari. Він, у вигляді двох серій, випускалася в період з 1960 по 1964 рік. Все, крім двох, з 46 автомобілів мали кузова конструкції Pininfarina в версіях спайдер (родстер), кабріолет і купе. Крім того, на базі моделі були виготовлені концептуальні автомобілі Superfast II, III і IV.
Модель 500 Superfast, призначена для клієнтів, які шукають потужний і швидкісний автомобіль класу люкс, була представлена в 1964 році. Створений на базі моделі 400 Superamrica, автомобіль був обладнаний новим п'ятилітровим двигуном потужністю 400 к.с., що відразу виводило його в лідери класу. Всього було побудовано 25 екземплярів моделі в рамках першої серії, а в 1966 році було виготовлено ще 12 автомобілів другої серії.
Цю главу в історії Ferrari завершив кабріолет 365 California, який був найвпізнаванішою інтерпретацією на тему відкритих італійських купе того часу. Протягом 1966 року та початку 1967 років було виготовлено всього 14 екземплярів моделі, що робить їх одними з найрідкісніших серійних дорожніх автомобілів Ferrari.
Також, остання партія з 50 екземплярів моделі 250 GT 2+2 оснащувалася новим чотирилітровим мотором і ці автомобілі називалися 330 America.

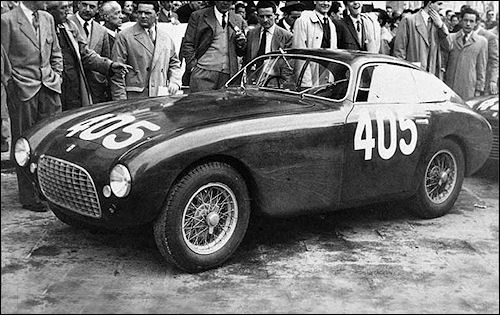
Ferrari 340 America
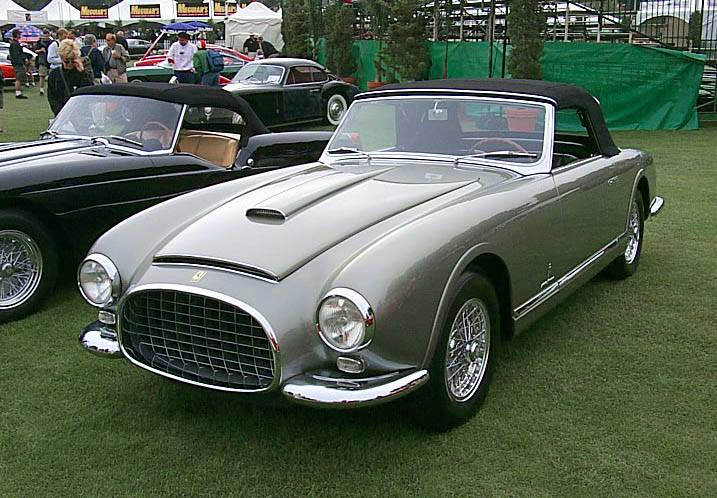
Ferrari 342 America Cabriolet
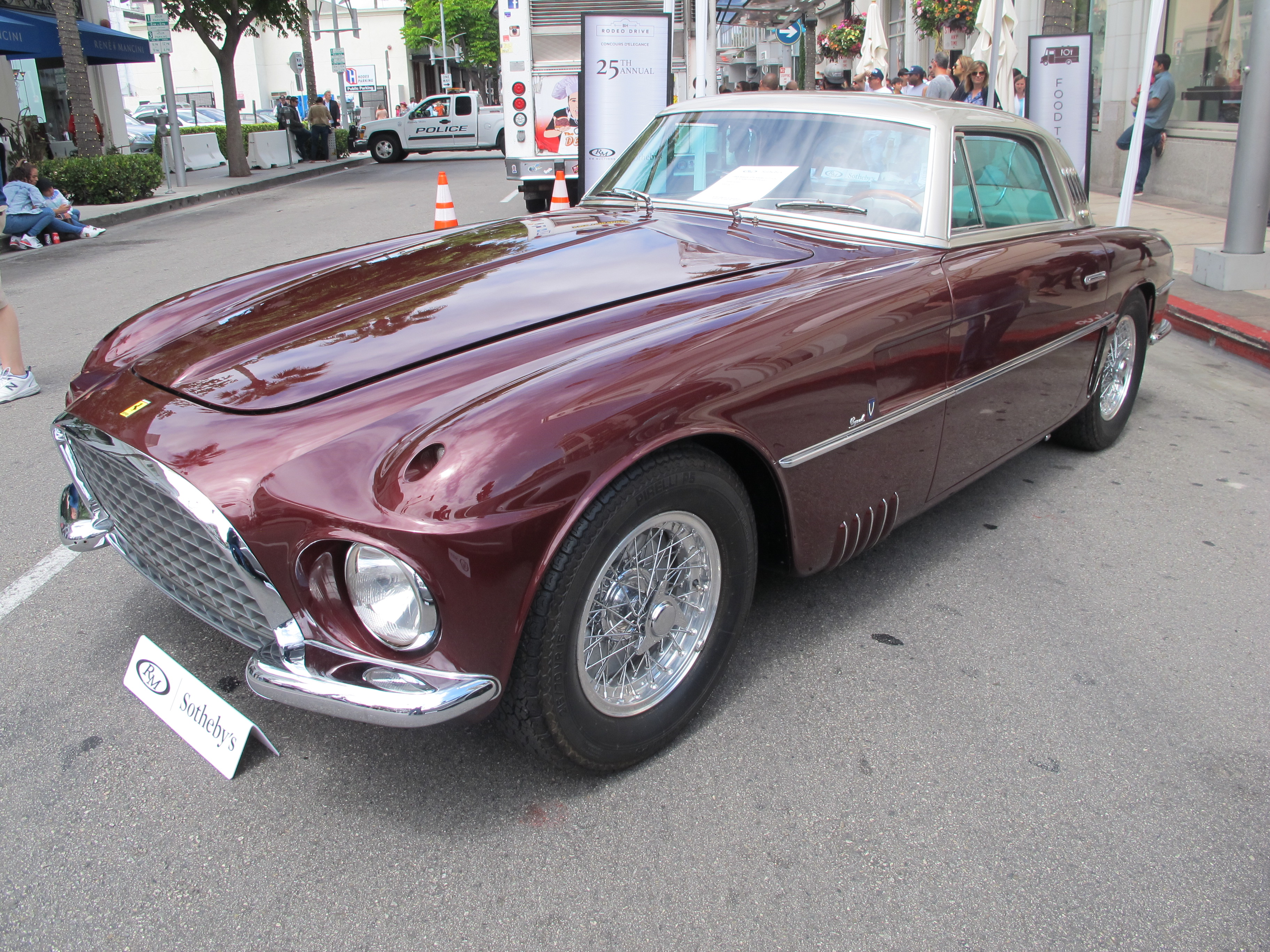
Ferrari 375 America Vignale
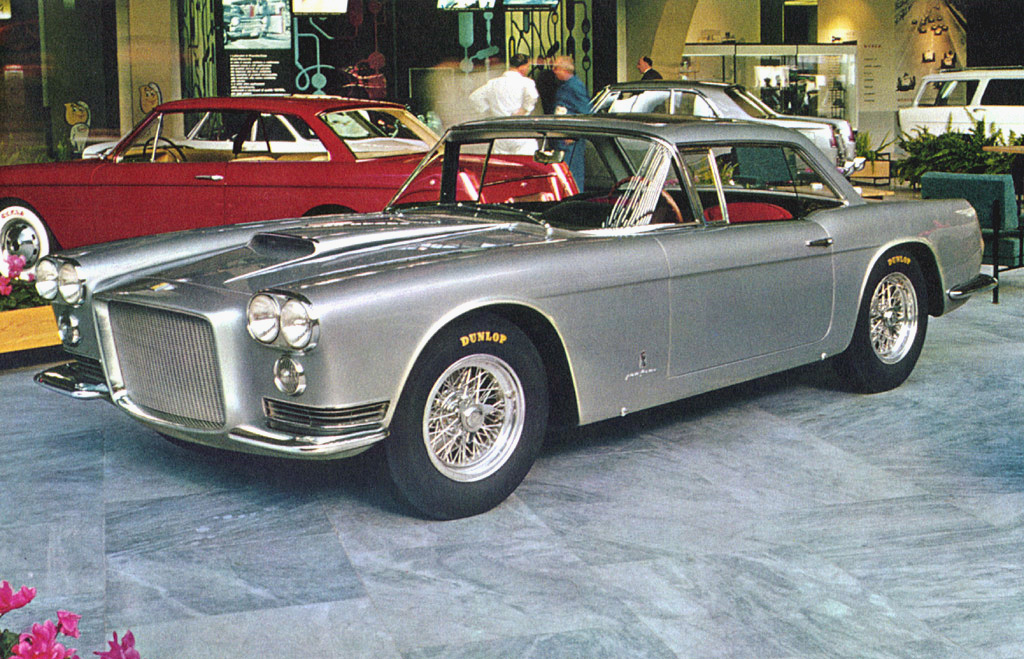
Ferrari 400 Superamerica Coupe (Agnelli)
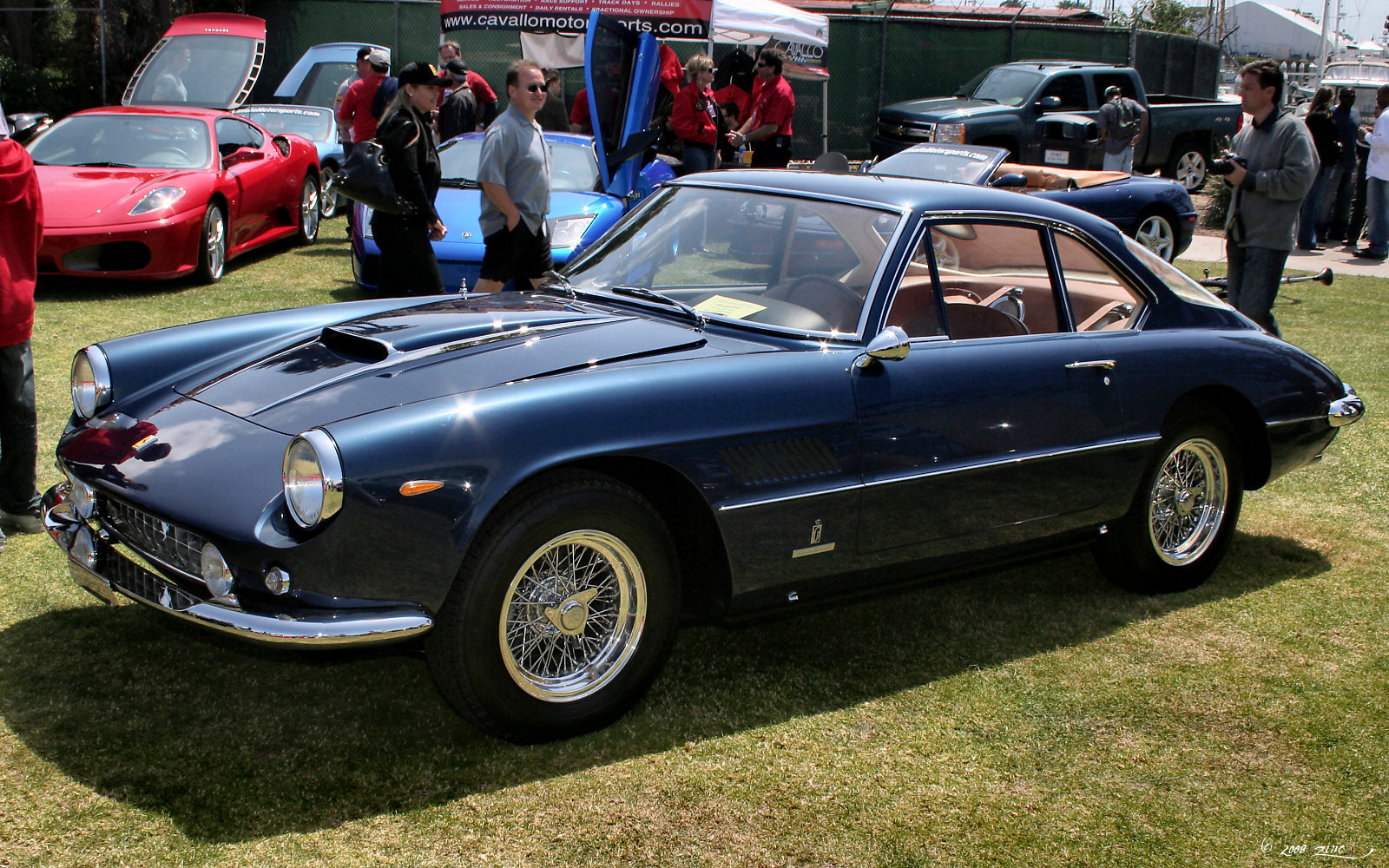
Ferrari 400 Superamerica SWB
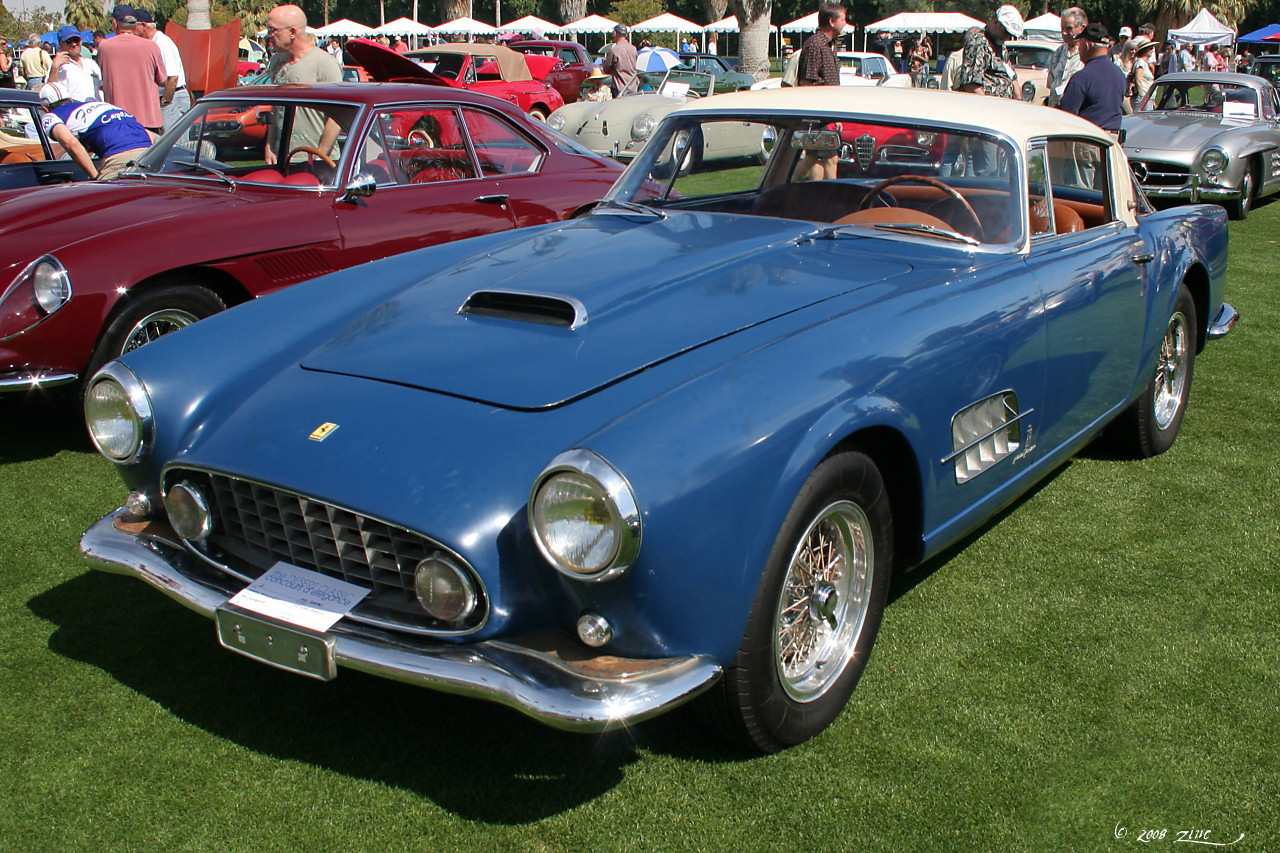
Ferrari 410 Superamerica
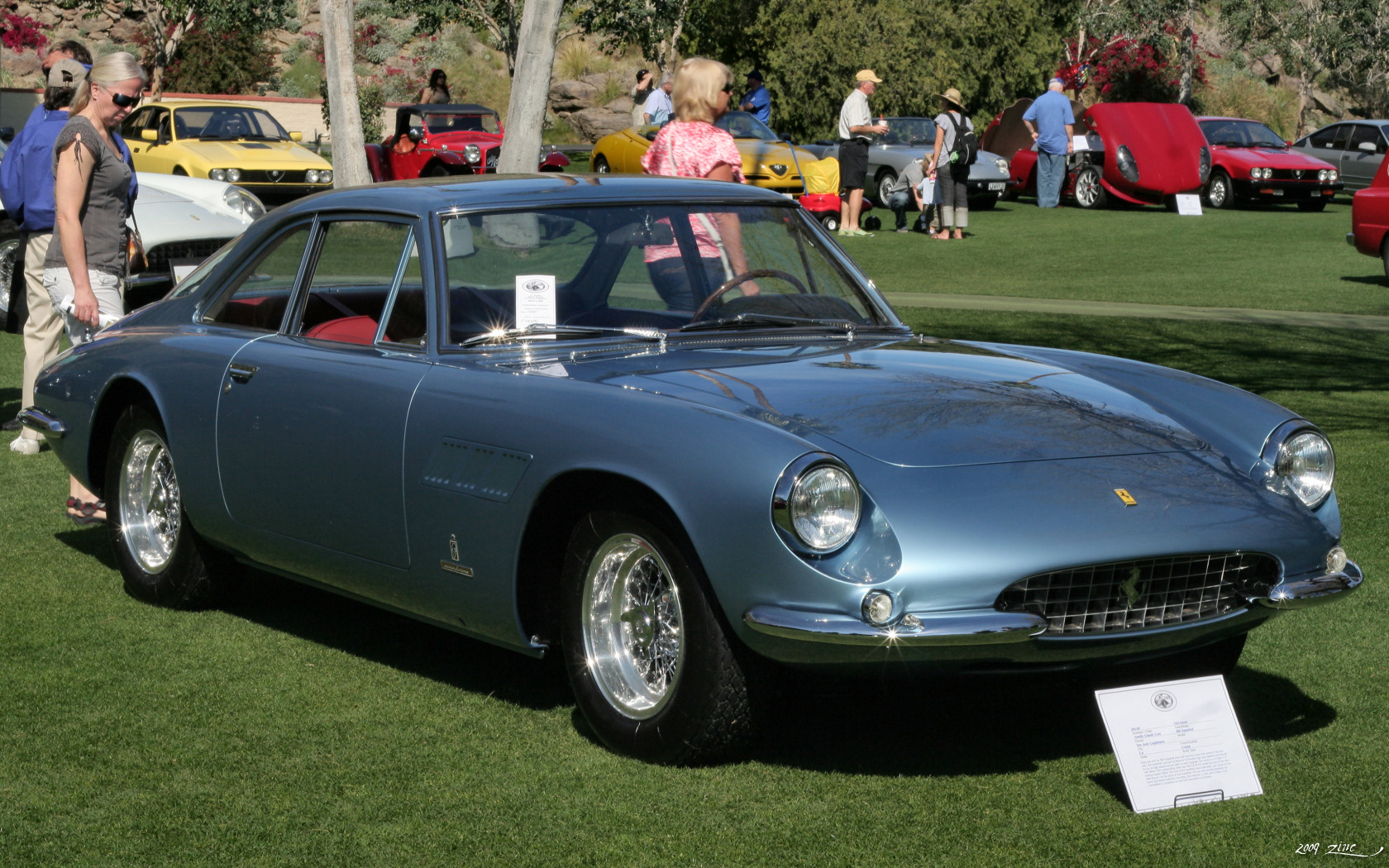
Ferrari Superfast Coupe
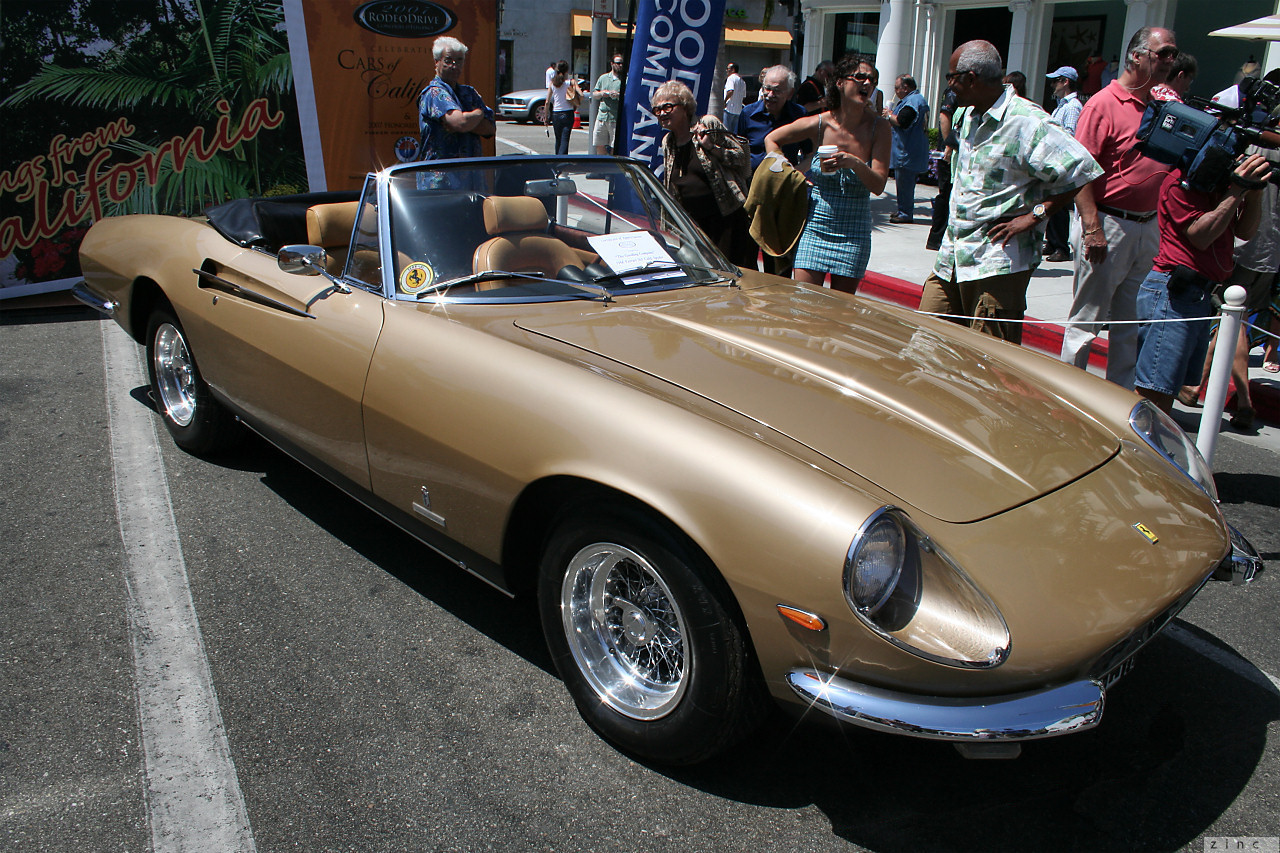
Ferrari 365 California Spyder
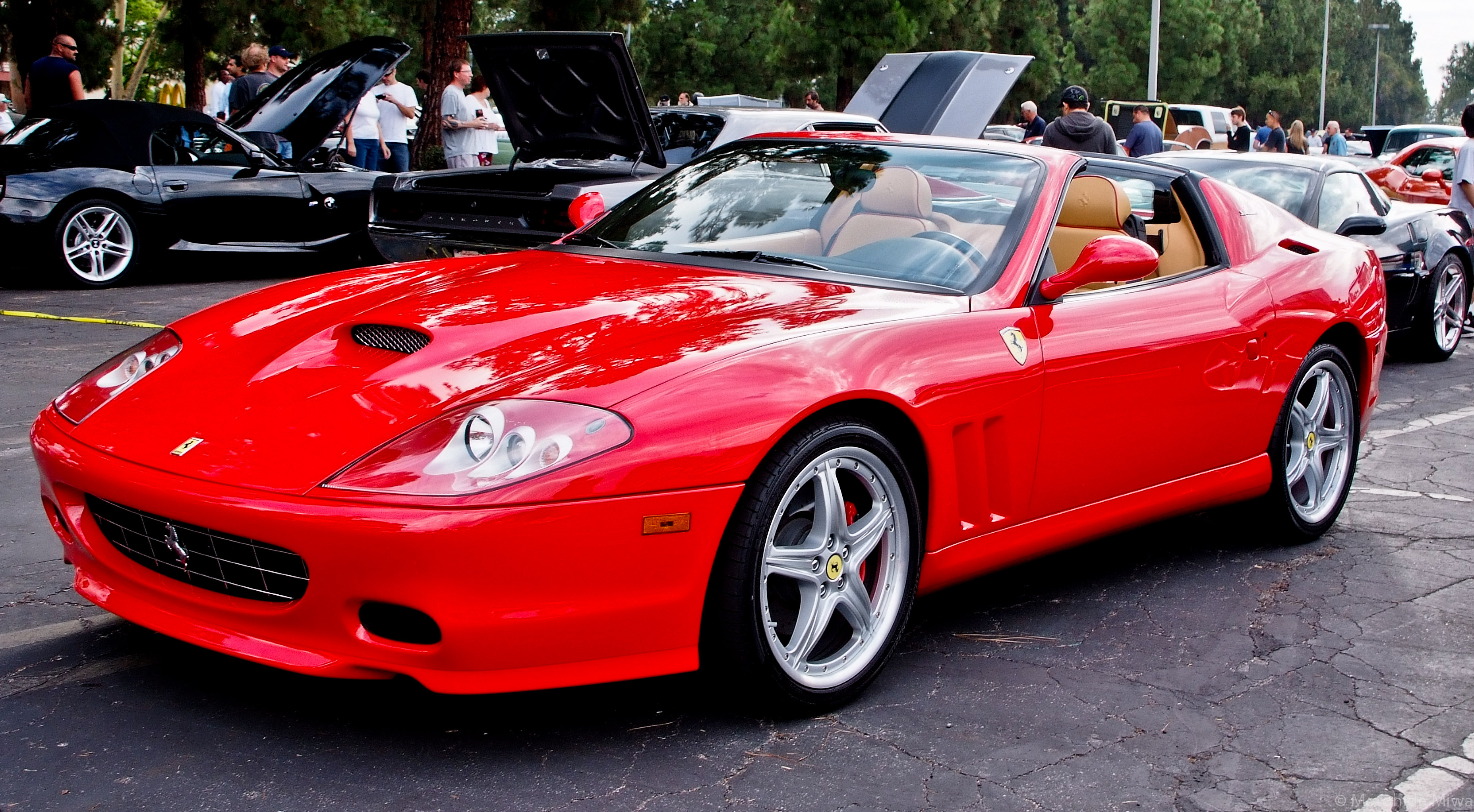
Ferrari 575 Superamerica